# AN/SQR-19
Das AN/SQR-19 (JETDS-Bezeichnung) TACTAS (Tactical Towed Array Sonar) System ist ein US-amerikanisches passives Schleppsonar mit hoher Erfassungsreichweite, das von Überwasserschiffen eingesetzt wird. Es ermöglicht eine 360°-Rundum-Überwachung auch bei taktischen Geschwindigkeiten. Das Sonar kann eine hohe Zahl von Unterwasserkontakten entdecken, klassifizieren und verfolgen. Das System gilt inzwischen als veraltet und wird seit Mitte der 2010er Jahre durch das TB-37 „Multi-Function Towed Array“ (MFTA) System ersetzt.

## Entwicklung
Die US Navy definierte 1973 den Bedarf für ein taktisches Schleppsonar für zur U-Jagd fähige Überwassereinheiten. Ab 1977 entwickelte Gould Electronics das AN/SQR-19. Ab 1981 erfolgte ein erster Einbau und die anschließende Erprobung auf der USS Moosbrugger, einem Zerstörer der Spruance-Klasse der US Navy. Im Jahre 1983 erhielt Gould Electronics den Auftrag für die Produktion eines ersten Fertigungsloses von 12 Systemen. Die Serienproduktion startete 1985 mit einem weiteren Auftrag über 20 Systeme, nachdem eine Mean Time Between Failures (MTBF) von mehr als 2000 Stunden nachgewiesen wurde. Auf Grund wirtschaftlicher Schwierigkeiten von Gould, die im Jahre 1988 zur Übernahme durch den japanischen Konzern Nippon Mining führten, wurde die Militärtechniksparte abgetrennt und von Martin Marietta übernommen (heute Teil von Lockheed Martin). Eine verbesserte Variante des SQR-19 wurde ab 1997 erprobt. Nachfolger ist das zunächst als AN/SQR-20, später als T-37U MFTA bezeichnete System, das im Gegensatz zum SQR-19 auch aktiv suchen kann. Bis 2002 wurden vermutlich 149 AN/SQR-19 Systeme gebaut. Einige Systeme wurde über Foreign Military Sales an befreundete Staaten verkauft.

## Systembeschreibung

Kabelwinde des AN/SQR-19 an Bord der Ramage

Das AN/SQR-19 Schleppsonar wird an Bord auf einer großen Trommel aufgewickelt mitgeführt. Zum Einsatz wird es durch eine Öffnung am Heck eines Schiffs zu Wasser gelassen und mittels einer rund 1700 Meter langen und 2,5 Zentimeter dicken Trosse gezogen. Hinter der Sensorik befindet sich ein kleiner Bremsschirm, der durch seinen Widerstand im Wasser die gesamte Konstruktion auf Zug und damit in einer Linie hält.
Der Schlauch mit den Sensoren des Sonars ist durch drei Vibrationsdämpfer vom Zugseil entkoppelt. Dadurch wird die Übertragung von Geräuschen des ziehenden Schiffs auf ein Minimum reduziert. In das ca. 9 cm dicke Schleppsonar eingebaut sind Sensoren zur Messung von Kurs, Tiefe und Wassertemperatur. Für den Empfang der akustischen Signale dienen verschachtelte Meßfelder für verschiedene Frequenzbereiche, die aus eine Reihe akustischer Module gebildet werden. Jedes Modul enthält 48 gleichmäßig verteilte Hydrophone und ist 12 Meter lang.

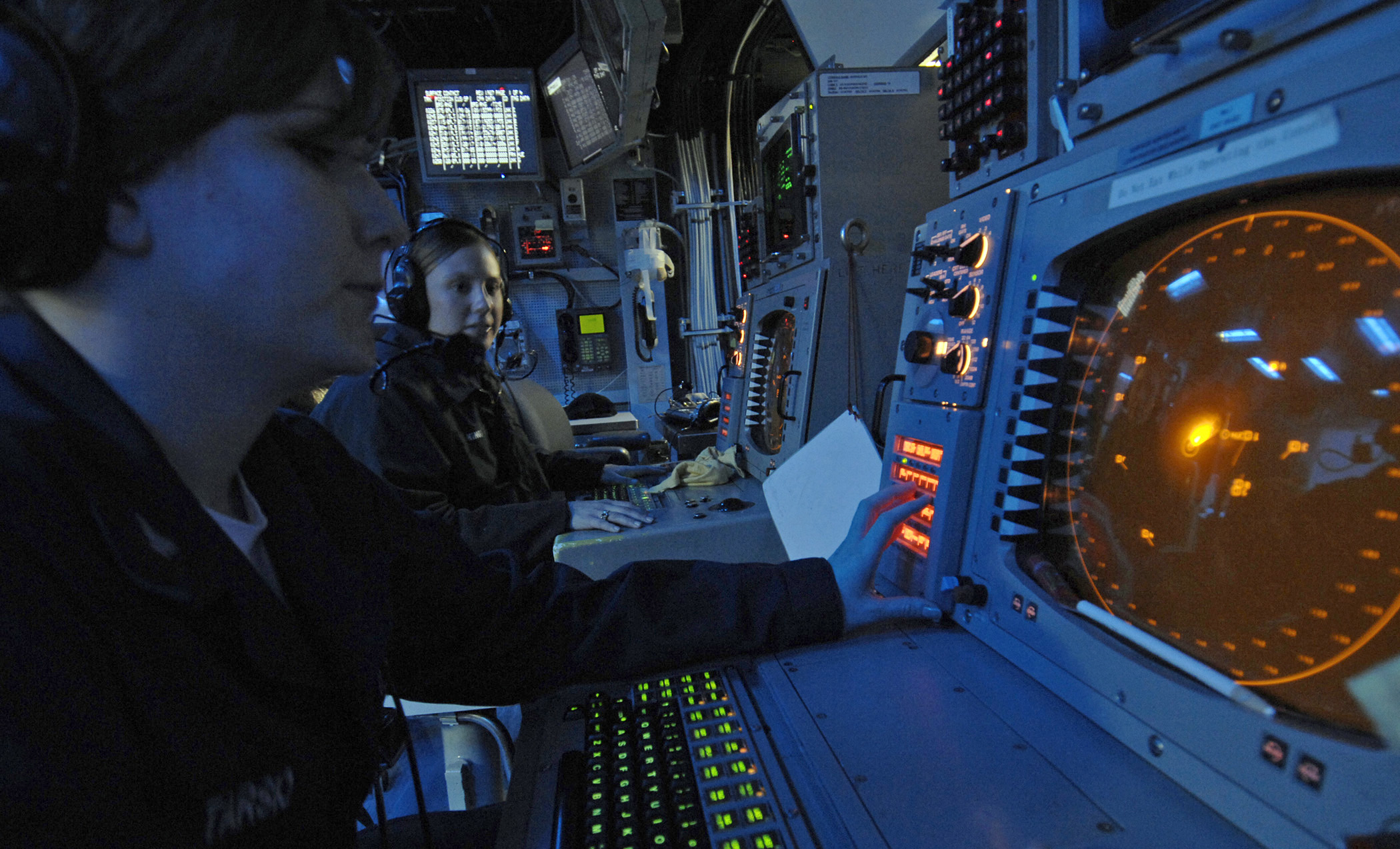
Ein Bediener an einer AN/UQY-21 Konsole.

Die ursprüngliche Version des SQR-19 bestand aus acht Modulen. Davon deckten vier Module die tiefen Frequenzen (ca. 1 – 5 kHz), zwei den mittleren Frequenzbereich (ca. 5 – 12 kHz) und zwei die hohen Frequenzen (ca. 20 – 30KHz) ab. Dieser Sensor war insgesamt 150 Meter lang und wog ca. 770 kg. Ab Mitte der 1980er Jahre war es erforderlich, noch viel tiefere Frequenzen abzudecken, um auch die neuen sehr leisen sowjetischen U-Boote orten zu können. Deshalb wurde ein viertes Segment mit 8 Modulen für sehr tiefe Frequenzen (weniger als 1 kHz) angefügt. Die Länge des Schlauchs mit den Sensoren betrug danach rund 250 Meter.
Jedes Hydrophonmodul verfügt über eigene Multiplexer und Verstärker für die Übertragung der Messdaten über die Zugtrosse zum Schiff. Zur Verarbeitung der Daten an Bord diente anfangs ein AN/UYK-20 Computer, später dessen Nachfolger AN/UYK-44. Das SQR-19 kann Ziele automatisch erkennen und verfolgen und speist die Daten in das AN/SQQ-89 U-Jagdsystem an Bord des ziehenden Schiffes ein. Darstellung und Bedienung erfolgt mittels AN/UYQ-21 Konsolen des Herstellers Hughes Aircraft Company.

## Betriebsgrenzen
Das SQR-19 kann bei Seegang bis zur Stärke 4 bei hohen Geschwindigkeit gezogen und in einer Tiefe bis zu 1200 Fuß (ca. 366 m) betrieben werden. Das Sonar erfasst einen Azimut vom 360° und deckt in der Reichweite mehrere Konvergenzzonen ab.
Das SQR-19 kann beim Ausfall einzelner Hydrophone problemlos weiterarbeiten und ohne Neustart neu konfiguriert werden. Es erkennt Fehlfunktionen automatisch innerhalb von einer Minute.

## Trägerplattformen
- Vereinigte Staaten
  - Ticonderoga-Klasse
  - Arleigh-Burke-Klasse
  - Oliver-Hazard-Perry-Klasse
  - Spruance-Klasse
- Japan
  - Abukuma-Klasse
  - Asagiri-Klasse
  - Hatsuyuki-Klasse
  - Kongō-Klasse
- Kanada
  - Halifax-Klasse
- Spanien
  - Santa-María-Klasse[5]